# سعادت‌آباد علیا
سعادت‌آباد علیا، روستایی از توابع بخش سیدان شهرستان مرودشت در استان فارس ایران است.

## جمعیت
این روستا در دهستان رحمت قرار دارد و براساس سرشماری مرکز آمار ایران در سال ۱۳۸۵، جمعیت آن ۵۸۰ نفر (۱۳۳خانوار) بوده‌است.